# Baureihe 143
De Baureihe 143 (DR Baureihe 243) is een elektrische locomotief bestemd voor het personenvervoer en voor het goederenvervoer van de Deutsche Reichsbahn (DR).

## Geschiedenis
Door het steeds duurder worden van dieselolie besloot de Deutsche Reichsbahn (DR) tot het uitbreiden van de elektrificatie van het spoorwegnet. Voor uitbreiding van tractievoertuigen werd in 1972 een opdracht verstrekt voor de bouw van vierassige locomotieven gebaseerd op de zesassige locomotieven van de serie (DR) 250.
De locomotief werd ontwikkeld en gebouwd door VEB Lokomotivbau Elektrotechnische Werke (LEW) „Hans Beimler“ in Hennigsdorf.
Na de val van de muur werd in 1991 onder politieke druk de door de DR ontwikkelde serie 112.0 uitgerust met conventionele wisselstroomtechniek  (AC-techniek) verder te ontwikkelen en te bouwen als serie 112.1.
Na 1994 werden deze locomotieven onder meer gebruikt voor de S-Bahn Rhein-Ruhr, de Schwarzwaldbahn en de Höllentalbahn. Deze treinen bestaan uit rijtuigen van het type x met een stuurstand aan de ene zijde en een locomotief van deze serie de 143 aan de andere zijde. Voor deze combinaties werden zeitmultiplexe Wendezugsteuerung (ZWS) gebruikt.

## Constructie en techniek
De locomotief heeft een stalen frame. Op de draaistellen wordt elke as door een elektrische motor aangedreven.

### Nummers
De locomotieven zijn door de Deutsche Bundesbahn (DB) als volgt genummerd.
- 243 001: prototype, ook gebruikt als prototype serie 212
- 243 002 … 370:
- 243 551 … 662:
- 243 801 - 973:

## Treindiensten
De locomotieven worden door de Deutsche Bahn (DB) ingezet in het personenvervoer op diverse trajecten in Duitsland.

## Foto's

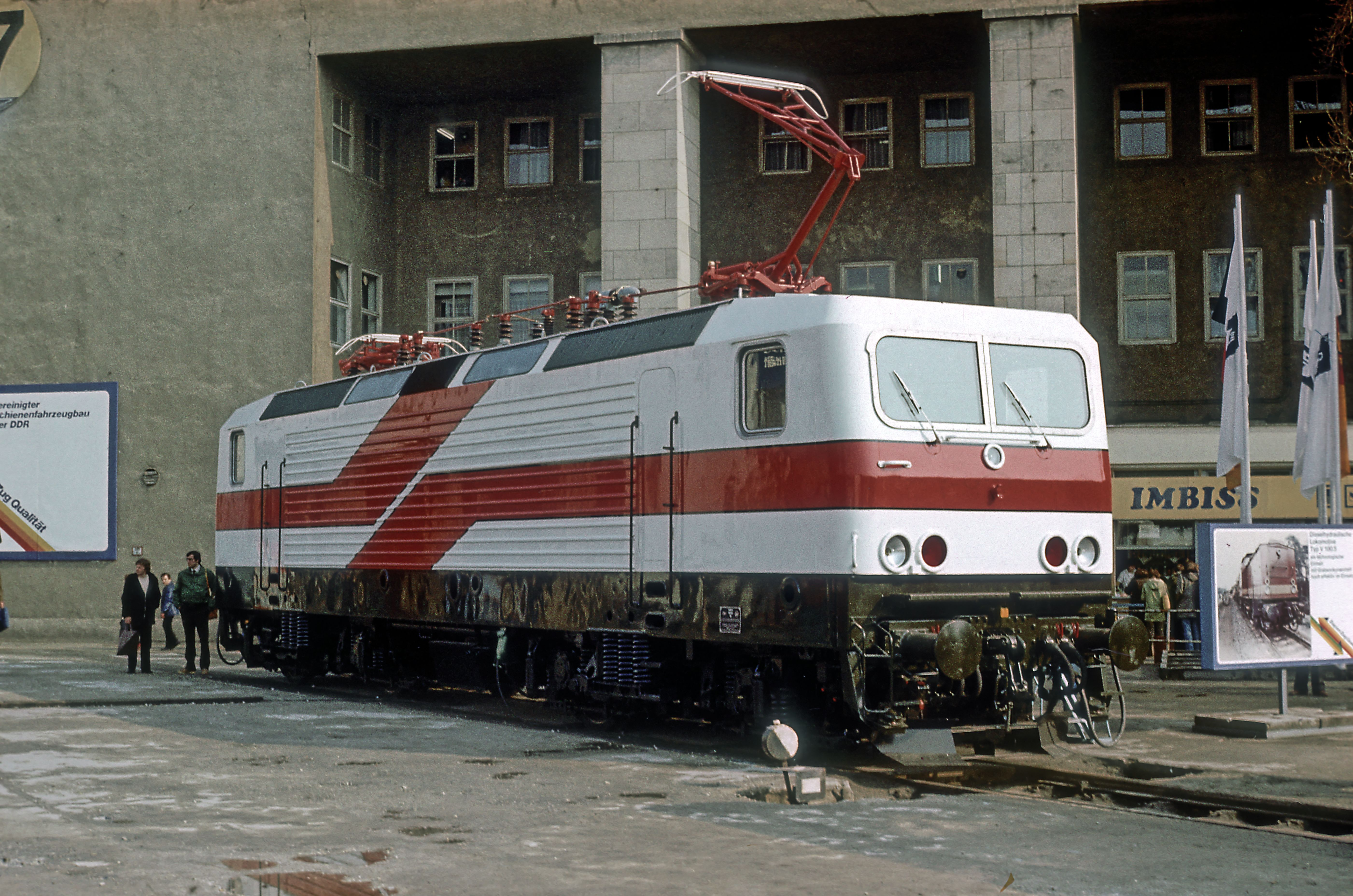
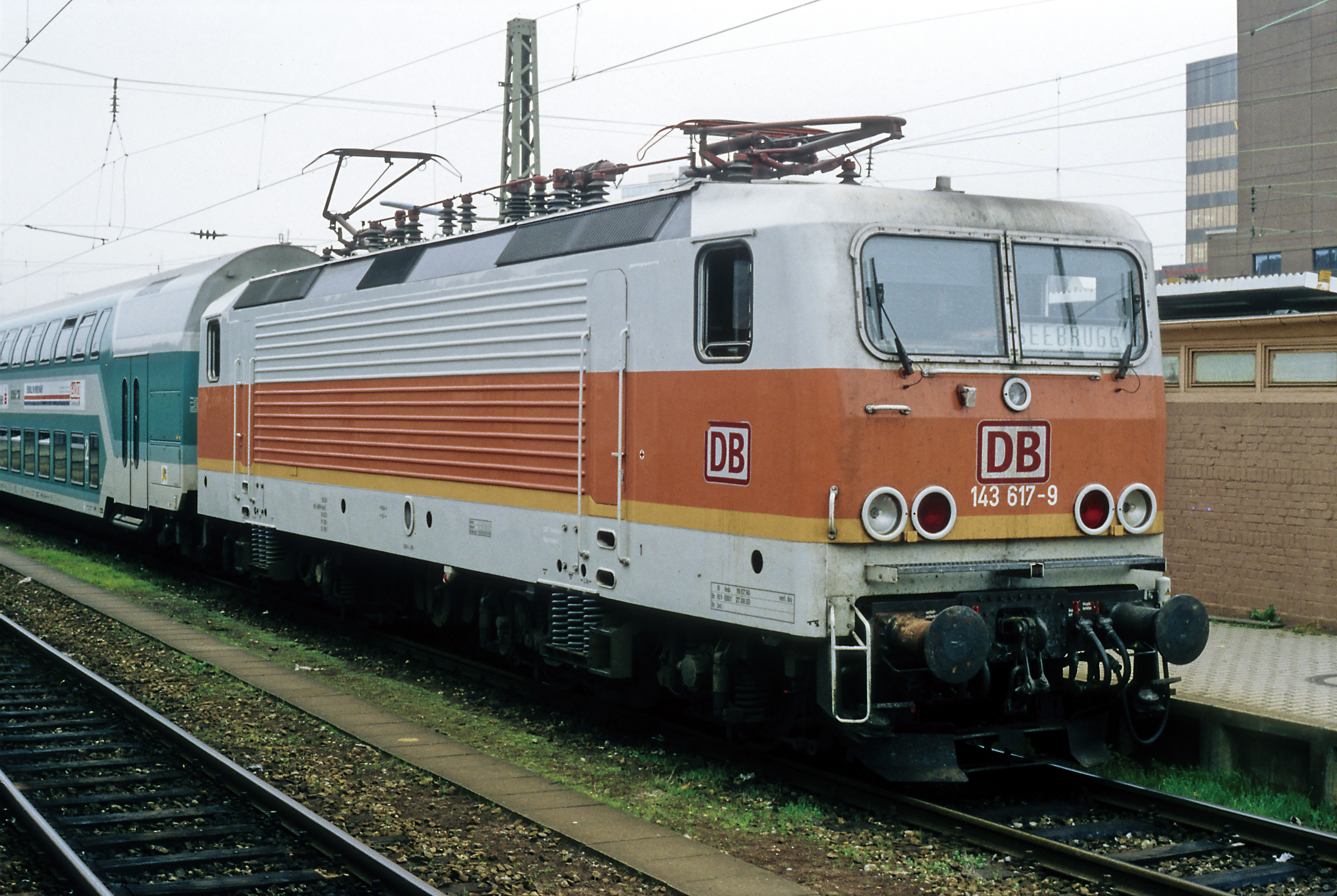
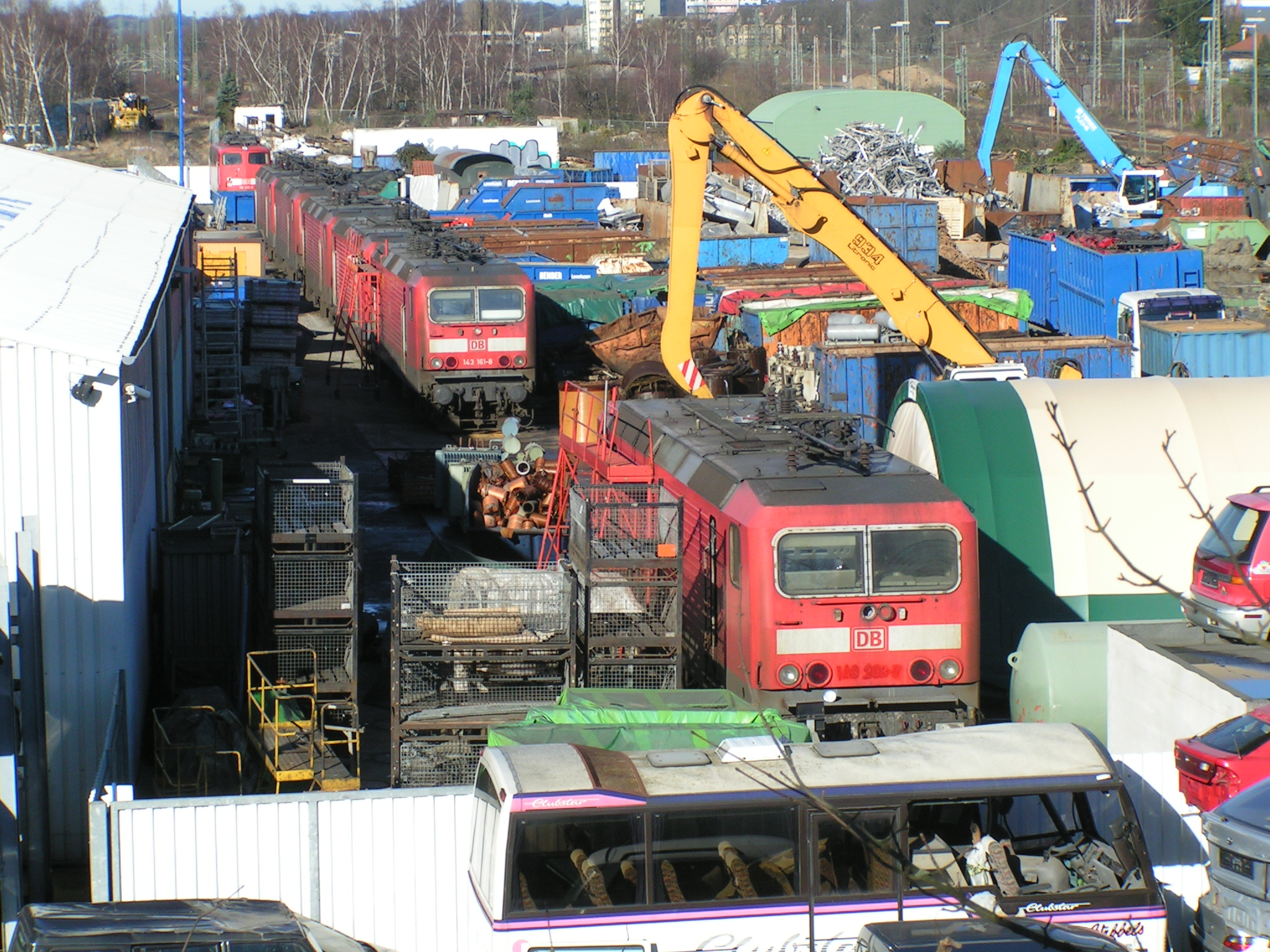

In dit overzicht staan eveneens treinen van de Deutsche Bundesbahn (DB) en van de Deutsche Reichsbahn (DR)